# Хильдебранд, Фридрих Герман Густав
Фридрих Герман Густав Хильдебранд (нем. Friedrich Hermann Gustav Hildebrand или нем. Friedrich Hildebrand, 6 апреля 1835 — 30 декабря 1915) — немецкий ботаник, профессор ботаники и миколог.

## Биография
Фридрих Герман Густав Хильдебранд родился в городе Кошалин 6 апреля 1835 года.
Хильдебранд был современником Чарльза Дарвина. С 1859 года он читал лекции в Боннском университете. С 1868 по 1907 год Хильдебранд был профессором ботаники во Фрайбургском университете.
В 1881 году он стал членом немецкого общества естествоиспытателей «Леопольдина».
Фридрих Герман Густав Хильдебранд умер в городе Фрайбург 30 декабря 1915 года.

## Научная деятельность
Фридрих Герман Густав Хильдебранд специализировался на семенных растениях и на микологии.

## Избранные научные работы
- Die Verbreitung der Coniferen in der Jetztzeit und in den früheren geologischen Perioden. In: Verhandlungen des naturhistorischen Vereines der preussischen Rheinlande und Westphalens. 18, 1861, S. 199—384.
- Die Fruchtbildung der Orchideen, ein Beweis für die doppelte Wirkung des Pollen. In: Botanische Zeitung. 21, 1863, S. 329—33, 337—45.
- On the impregnation in orchids as a proof of the two different effects of the pollen. In: Annals and Magazine of Natural History. 3d ser. 12, 1863, S. 169—74.
- Experimente über den Dimorphismus von Linum perenne und Primula sinensis. In: Botanische Zeitung. 22, 1864, S. 1—5.
- Experimente zur Dichogamie und zum Dimorphismus. In: Botanische Zeitung. 23, 1865, S. 1—6, 13—15.
- Über die Befruchtung der Salviaarten mit Hülfe von Insekten. In: Jahrbücher für wissenschaftliche Botanik. 4 (1865—6), 1866, S. 451—78.